# Dhamtari
Dhamtari är en stad i den indiska delstaten Chhattisgarh, och är huvudort för ett distrikt med samma namn. Folkmängden uppgick till 89 860 invånare vid folkräkningen 2011, med förorter 101 677 invånare.